# Irina Dorneanu
Irina Dorneanu est une rameuse roumaine, née le 3 mars 1990.

## Palmarès

### Championnats d'Europe
- 2015, à Poznań ( Pologne)
  -  Médaille de bronze en Huit